# Regió andina de Colòmbia

Les sis regions naturals de Colòmbia.

La regió andina de Colòmbia, constituïda per la serralada dels Andes, és la regió més poblada de Colòmbia i conté la major part dels centres urbans del país. També va ser la ubicació dels assentaments indígenes més importants pre-colombins.
Més enllà del Massís Colombià en els departaments del sud-oest de Cauca i Nariño, els Andes colombians es divideixen en tres branques conegudes com a "serralades": la Serralada Occidental, adjacent a la costa de l'oceà Pacífic i entre ells la ciutat de Cali, la Serralada Central, pujant al centre del país entre el Cauca i les valls del riu Magdalena (a l'oest i l'est, respectivament) i que inclou les ciutats de Medellín, Manizales i Pereira, i la Serralada Oriental, s'estén al nord cap a l'est fins a la península de la Guajira, amb inclusió de Bogotà, Bucaramanga i Cúcuta.
El clima i la vegetació de la regió varien considerablement segons l'altitud, però com a regla general, el sòl es pot dividir en la terra calenta de les valls fluvials i les conques per sota de 1.000 m, la terra temperada (a uns 1.000 m fins a 2.000 m) i la terra freda (de 2.000 a 3.200 metres), que inclouen les terres més productives i la majoria de la població, i les condicions de la zona alpina repoblada (zona boscosa, 3.200 m a 3.900 m), els erms (3.900 m fins a 4.600 m) i terra gelada (terra gelada, 4.600 m en endavant).
Els departaments de la regió andina són els següents:
- Nariño
- Cauca (part oriental)
- Vall del Cauca (part oriental)
- Tolima
- Caquetá (part occidental)
- Putumayo (part occidental)
- Meta (part occidental)
- Casanare (part occidental)
- Cundinamarca
- Caldas
- Risaralda
- Quindio
- Antioquia
- Santander
- Norte de Santander
- Boyacá
- Arauca (part occidental)
- Bolívar (part meridional)
- Córdoba (part meridional)